# Aude Hvide
Aude Tokesen Hvide también  Áki o Åke Tokesen  (c. 1038-1095) fue un caudillo vikingo de Selandia, Dinamarca, hijo de Toke Trylle, y nieto de Asbjørn Tókason, un legendario guerrero que murió en combate junto a su padre Val-Toke Gormsson, en la batalla de Fýrisvellir.
Poco después de la ascensión al trono de Erico el Bueno en 1095, Aude, había sido atacado y asesinado por vikingos wendos durante un viaje de Selandia a Falster. Erico había reemplazado a su hermano, Oluf Hunger, y el poder real era débil, por lo que no fue con el rey, sino con un séquito de selandeses, que Skjalm Hvide marchó hacia el refugio de los wendos en Juhlin, para vengar la muerte de su hermano. Al final, la ciudad tuvo que entregar a los wendos, quienes «sufrieron la muerte más espantosa».

## Herencia
Casó con Þórgunnr Vésetadóttir, hija del jarl Vesete de Bornholm, y de esa relación nació Vagn Åkesson.